# Shrek (franciză)
Franciza Shrek creată de DreamWorks Animation este compusă din:

## Filme
- Shrek (2001)
- Shrek 2 (2004)
- Shrek al Treilea (2007)
- Shrek pentru totdeauna (2010)
- Motanul încălțat (2011)
- Motanul încălțat: Ultima dorință (2022)
- Shrek 5 (2026)